# 中島みゆきトリビュート Yourself...Myself
『中島みゆきトリビュート Yourself...Myself』（なかじまみゆきトリビュート ユアセルフ マイセルフ）は、2003年9月26日にユニバーサルミュージックK.K.からリリースされた日本国外アーティストによるトリビュート（カバー）アルバムである。

## 収録曲
1. Wanderer's Song (旅人のうた) / シャンテ・ムーア
2. Great Circle Song (時代) / アル・ジャロウ
3. Bitter Rain (空と君のあいだに) / ヴァレリー・カーター
4. The Parting Song (わかれうた) / メイサ・リーク
メイサ・リークはインコグニートのヴォーカルとして活躍したことがある。
5. Another Name for Life (命の別名) / チェリー・カーリー
元ランナウェイズのヴォーカル。
6. Unsung Heros (地上の星) / ジュリア・フォーダム
7. Restless Slumber (浅い眠り) / エミリー・ヤング
8. I'll Do Anything (愛情物語) / エリザベス・ウォルフグラム
エリザベス・ウォルフグラムは元The Jetsのヴォーカル。
9. Headlight Taillight (ヘッドライト・テールライト) / ジャニス・イアン
10. Tomorrow (あした) / モーリス・ホワイト
EW&Fのヴォーカル。
11. Portrait in Loneliness (孤独の肖像) / デビー・ギブソン

| スタブアイコン | サブスタブ | この項目は、まだ閲覧者の調べものの参照としては役立たない、アルバムに関連した書きかけの項目です。この項目を加筆・訂正などしてくださる協力者を求めています（P:音楽/PJ:アルバム）。 |